# Bauer AG
Bauer AG er en tysk byggevirksomhed og producent af entreprenørmaskiner med hovedkvarter i Schrobenhausen,Oberbayern. Bauer-Gruppe havde i 2022 ca. 12.000 ansatte og en omsætning på 1,7 mia. euro.
Til deres produktsortiment tilhører boremaskiner, løfteudstyr, gravemaskiner samt udstyr til spunsning og pilotering.
I 1790 erhvervede Sebastian Bauer (under navnet Paur) fra Deggendorf en kobbersmedje i Schrobenhausen. I det efterfølgende århundrede var virksomheden centreret omkring kobbersmedjen. I 1969 lancerede virksomheden sin første boremaskine.